# Pádská nížina

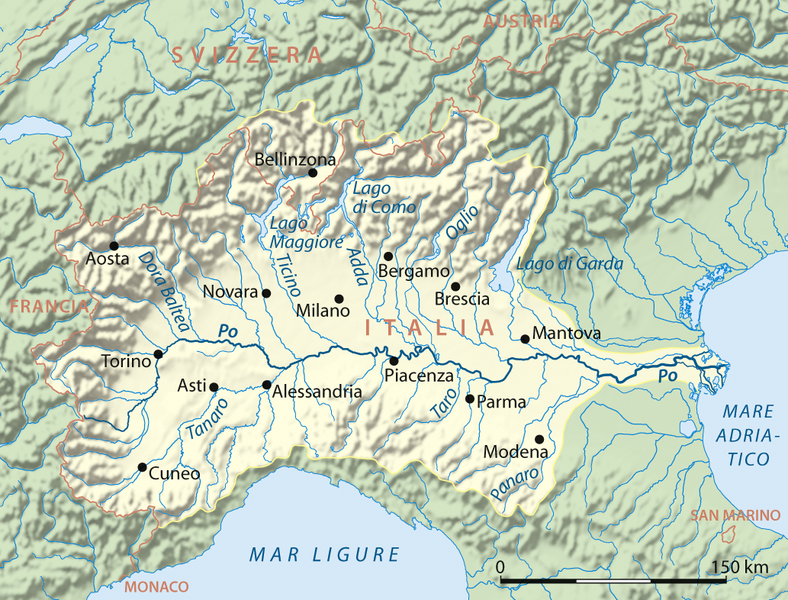
Pádská nížina

Pádská nížina (italsky Pianura Padana) je rozlehlá nížina v severní Itálii. Rozkládá se mezi Alpami, Apeninami a Jaderským mořem. Je 400 km dlouhá a směrem od západu k východu se rozšiřuje z 80 km až na 200 km u Jaderského moře. Zaujímá plochu přibližně 48 000 km2 (tzn. jednu šestinu rozlohy Itálie). Leží v regionech Piemont, Lombardie, Benátsko a Emilia-Romagna. Je pojmenovaná podle řeky Pád, která protéká středem nížiny. Oblast je pro Itálii velmi významná z hlediska zemědělství. Pěstuje se zde především pšenice, kukuřice, rýže a vinná réva, chová se zde dobytek. Vedle Pádu a jeho přítoků (Tanaro, Ticino, Adda) do Pádské nížiny ústí i další řeky - Adiže, Piave nebo Reno.

## Vznik a geografie
Původní sníženina vzniklá v třetihorách byla vyplněna nánosy Pádu a jeho přítoků. Mocnost naplavenin je až 2 000 metrů. Naplaveninami se řečiště toků stále zvyšuje. Zároveň je Pádská nížina územím, které klesá. Roční pokles se udává 7 až 10 mm. Směrem od Mantovy na východ je Pád obklopen hrázemi. Průměrná hladina řeky leží výše než okolní krajina. Při velké vodě došlo v minulosti k protržení hrází a záplavám. Horní část nížiny ležící na úpatí Alp je tvořena suchými písčitými rovinami z nánosů s málo úrodnou půdou. Pod ní, směrem na východ, leží vlhká úrodná nížina s mladšími říčními nánosy. U města Ferrara začíná močálovitá delta Pádu, řeka se zde dělí na sedm ramen. Pobřeží tvoří laguny s písečnými kosami a ostrovy. Původně byla celá Pádská nížina porostlá listnatými, zejména dubovými lesy. Dnes je především zemědělskou kulturní krajinou. Na březích řek, kanálů a v zátopových oblastech rostou místy především topoly, olše a vrby.

## Půdy
Pádská nížina je vyplněna pliocenními písky a jíly a čtvrtohorními fluviálními a glacifluviálními nánosy. Z půd jsou nejvíce rozšířené nasycené a nenasycené kambiosoly. V podhůří Alp se nachází luvisoly, na vápnitých půdách rendziny. Ve spodní části nížiny a v deltě Pádu leží úrodné fluvisoly a také regosoly.

## Členění
- Horní úroveň nížiny (Alta pianura)
- Dolní úroveň nížiny (Bassa pianura)
- Morénové amfiteátry (Anfiteatri morenici)